# Oxted
Oxted – miasto w Anglii, w hrabstwie Surrey, w dystrykcie Tandridge. Leży 29 km na południe od centrum Londynu. W 2001 miasto liczyło 12 576 mieszkańców.